# The road ahead (Miles of the unknown)
The road ahead (Miles of the unknown) was een hit van het Nederlandse duo City to City.

## Achtergrond
Het nummer werd opgenomen in de studio van Henk Temming en stond 28 weken in de Nederlandse Top 40, waarvan vier weken op nummer 1. Geleidelijk steeg The road ahead naar de top, waarna het weer even geleidelijk daalde. De single was (qua hoeveelheid punten, niet verkoop) het meest succesvolle nummer van 1999 en zorgde ervoor dat Alexander van Breemen en zijn vaste medebandlid Maarten van Praag een Edison wonnen voor Beste Nieuwkomer Nationaal. Verder stond het in de top 20 van de succesvolste hits in de Nederlandse Top 40 ooit. in de Mega Top 100 stond de single 41 weken genoteerd,  waarvan 5 weken op de 1e plaats In de Top 100 van de bestverkochte singles van 1999 stond The road ahead (Miles of the unknown) op de 4e plaats
Het nummer werd geschreven voor een televisiereclame van het automerk Mitsubishi. Dankzij de vele reclames werd het nummer al snel erg bekend. The road ahead heeft veel weg van R.E.M.'s Everybody Hurts uit 1993.

## Hitlijsten

### Top 40
| The road ahead (Miles of the unknown) in de Nederlandse Top 40 | The road ahead (Miles of the unknown) in de Nederlandse Top 40 | The road ahead (Miles of the unknown) in de Nederlandse Top 40 | The road ahead (Miles of the unknown) in de Nederlandse Top 40 | The road ahead (Miles of the unknown) in de Nederlandse Top 40 | The road ahead (Miles of the unknown) in de Nederlandse Top 40 | The road ahead (Miles of the unknown) in de Nederlandse Top 40 | The road ahead (Miles of the unknown) in de Nederlandse Top 40 | The road ahead (Miles of the unknown) in de Nederlandse Top 40 | The road ahead (Miles of the unknown) in de Nederlandse Top 40 | The road ahead (Miles of the unknown) in de Nederlandse Top 40 | The road ahead (Miles of the unknown) in de Nederlandse Top 40 | The road ahead (Miles of the unknown) in de Nederlandse Top 40 | The road ahead (Miles of the unknown) in de Nederlandse Top 40 | The road ahead (Miles of the unknown) in de Nederlandse Top 40 | The road ahead (Miles of the unknown) in de Nederlandse Top 40 | The road ahead (Miles of the unknown) in de Nederlandse Top 40 | The road ahead (Miles of the unknown) in de Nederlandse Top 40 | The road ahead (Miles of the unknown) in de Nederlandse Top 40 | The road ahead (Miles of the unknown) in de Nederlandse Top 40 | The road ahead (Miles of the unknown) in de Nederlandse Top 40 | The road ahead (Miles of the unknown) in de Nederlandse Top 40 | The road ahead (Miles of the unknown) in de Nederlandse Top 40 | The road ahead (Miles of the unknown) in de Nederlandse Top 40 | The road ahead (Miles of the unknown) in de Nederlandse Top 40 | The road ahead (Miles of the unknown) in de Nederlandse Top 40 | The road ahead (Miles of the unknown) in de Nederlandse Top 40 | The road ahead (Miles of the unknown) in de Nederlandse Top 40 | The road ahead (Miles of the unknown) in de Nederlandse Top 40 | The road ahead (Miles of the unknown) in de Nederlandse Top 40 |
| Week                                                           | 1                                                              | 2                                                              | 3                                                              | 4                                                              | 5                                                              | 6                                                              | 7                                                              | 8                                                              | 9                                                              | 10                                                             | 11                                                             | 12                                                             | 13                                                             | 14                                                             | 15                                                             | 16                                                             | 17                                                             | 18                                                             | 19                                                             | 20                                                             | 21                                                             | 22                                                             | 23                                                             | 24                                                             | 25                                                             | 26                                                             | 27                                                             | 28                                                             |                                                                |
| -------------------------------------------------------------- | -------------------------------------------------------------- | -------------------------------------------------------------- | -------------------------------------------------------------- | -------------------------------------------------------------- | -------------------------------------------------------------- | -------------------------------------------------------------- | -------------------------------------------------------------- | -------------------------------------------------------------- | -------------------------------------------------------------- | -------------------------------------------------------------- | -------------------------------------------------------------- | -------------------------------------------------------------- | -------------------------------------------------------------- | -------------------------------------------------------------- | -------------------------------------------------------------- | -------------------------------------------------------------- | -------------------------------------------------------------- | -------------------------------------------------------------- | -------------------------------------------------------------- | -------------------------------------------------------------- | -------------------------------------------------------------- | -------------------------------------------------------------- | -------------------------------------------------------------- | -------------------------------------------------------------- | -------------------------------------------------------------- | -------------------------------------------------------------- | -------------------------------------------------------------- | -------------------------------------------------------------- | -------------------------------------------------------------- |
| Positie                                                        | 16                                                             | 10                                                             | 9                                                              | 8                                                              | 7                                                              | 7                                                              | 5                                                              | 3                                                              | 3                                                              | 3                                                              | 2                                                              | 1                                                              | 1                                                              | 1                                                              | 1                                                              | 2                                                              | 5                                                              | 5                                                              | 6                                                              | 13                                                             | 14                                                             | 15                                                             | 17                                                             | 32                                                             | 34                                                             | 35                                                             | 39                                                             | 37                                                             | uit                                                            |

### NPO Radio 2 Top 2000
| Nummer met noteringen in de NPO Radio 2 Top 2000 | '99  | '00 | '01 | '02 | '03 | '04 | '05 | '06 | '07 | '08 | '09  | '10  | '11  | '12  | '13  | '14  | '15  | '16  | '17  | '18  | '19  |
| ------------------------------------------------ | ---- | --- | --- | --- | --- | --- | --- | --- | --- | --- | ---- | ---- | ---- | ---- | ---- | ---- | ---- | ---- | ---- | ---- | ---- |
| The Road Ahead (Miles of the Unknown)            | 1999 | -   | 572 | 536 | 607 | 791 | 670 | 824 | 889 | 747 | 1380 | 1339 | 1243 | 1385 | 1526 | 1481 | 1353 | 1650 | 1937 | 1886 | 1574 |

1. ↑  Een '-' betekent dat het nummer niet was genoteerd en een vetgedrukt getal geeft de hoogste notering aan.
2. ↑  Deze tabel is bijgewerkt tot en met de laatste editie (2024).